# Włodzimierz Zgierski
Włodzimierz Zgierski (ur. 16 maja 1963) – polski bokser amatorski, mistrz Polski w kategorii lekkośredniej (1989).

## Kariera amatorska
Pierwszy sukces na ringach amatorskich odniósł w 1980 roku, zdobywając brązowy medal mistrzostw Polski juniorów w kategorii półśredniej. 
Swój pierwszy medal na mistrzostwach Polski zdobył w roku 1987, rywalizując w kategorii lekkośredniej. Zgierski zdobył srebrny medal, przegrywając w finałowej walce z Dariuszem Michalczewskim. W tym samym roku doszedł do półfinału turnieju im. Feliksa Stamma oraz turnieju o czarne diamenty.
We wrześniu 1987 roku zwyciężył w austriackim turnieju Praterfest, zdobywając złoty medal w kategorii lekkośredniej. W finale pokonał Czecha Juliusa Juhę.	W tym samym roku zajął drugie miejsce w tej samej kategorii wagowej podczas międzynarodowego turnieju w Bagdadzie.
W maju 1989 roku wywalczył złoty medal na mistrzostwach Polski w Łodzi. Rywalizujący w kategorii lekkośredniej Zgierski pokonał w półfinale Grzegorza Stefanowskiego a w finale Mariusza Kujawę. Rok później wywalczył brązowy medal mistrzostw Polski, gdzie przegrał w półfinale z Janem Dydakiem.